# Пышлицы
Пы́шлицы — село в Шатурском муниципальном районе Московской области. Административный центр сельского поселения Пышлицкое. Расположено в юго-восточной части Московской области в 2 км к западу от озера Дубового. Население — 1657 человек (2010).
Село известно с 1627 года. Входит в культурно-историческую местность Ялмать. День села отмечается в середине сентября.

## Название
Современное название село получило после объединения с соседней деревней Пышлицы в 1939 году. Деревня Пышлицы упоминается в материалах Генерального межевания 1790 года как Пышелица, на плане межевой съёмки Менде 1850 года — Пышлица, однако происхождение топонима не установлено. Похожее название встречается в Клепиковском районе — в 2 км к югу от деревни Тюрьвищи расположена роща Пышмица (Пышлица).
Исторические названия села — Костино (до 1790 года) и Архангельское (Архангел) (до 1939 года). Название Костино происходит от имени собственного Костя, вероятно, одним из первых владельцев деревни был Константин. Наименование Архангельское село получило после строительства в нём церкви Архангела Михаила.

## Физико-географическая характеристика

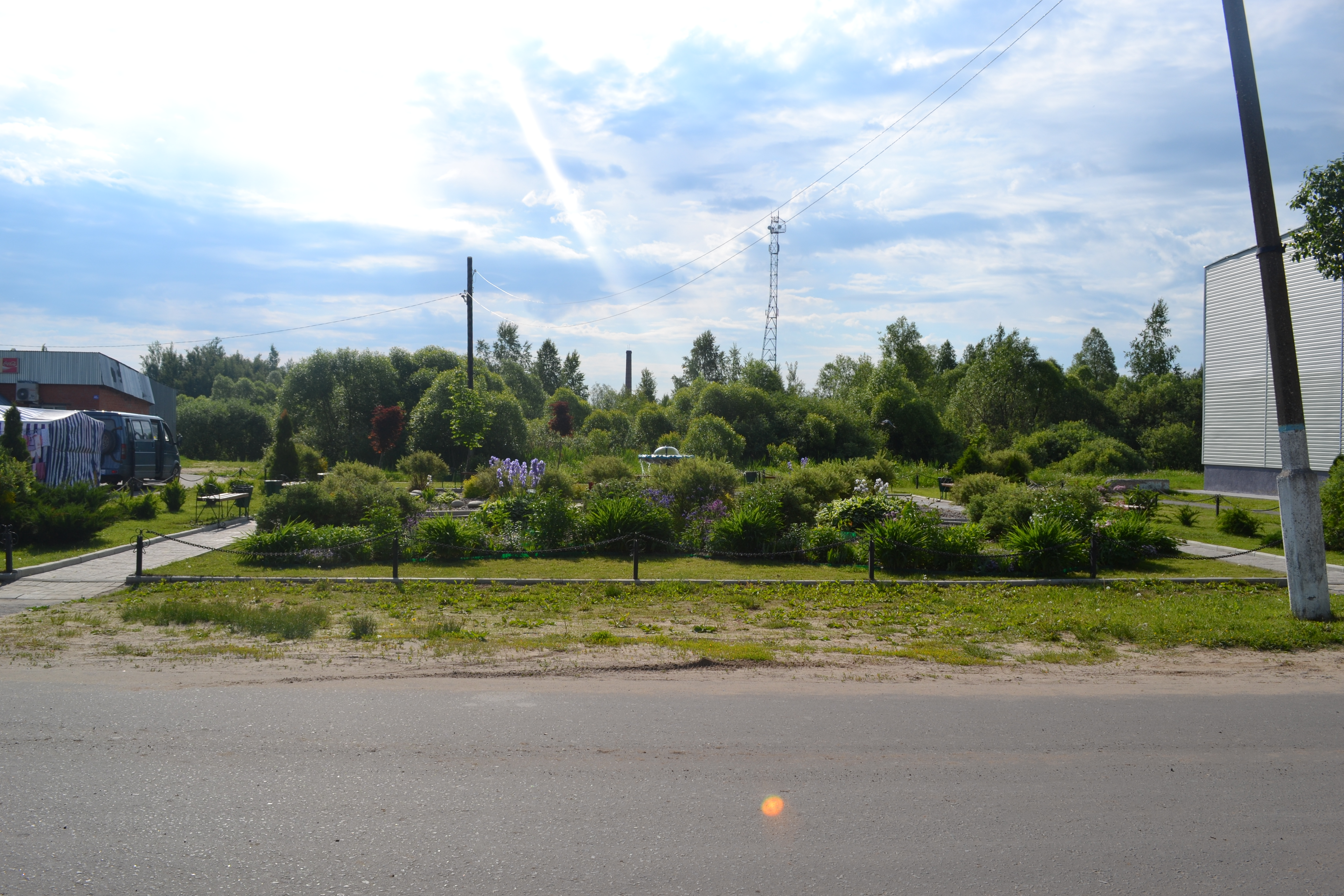
Мини-парк в Пышлицах

Село расположено в пределах Мещёрской низменности, относящейся к Восточно-Европейской равнине, на высоте 124 метра над уровнем моря. Рельеф местности равнинный. Со всех сторон село, как и большинство соседних деревень, окружено полями. К северу от Пышлиц вплоть до деревень Лека и Волово протянулось поле Дупленицы. В 2 км к востоку от села расположено озеро Дубовое, одно из Клепиковских озёр, через которые протекает река Пра.
Село состоит из нескольких улиц, но только одна имеет название — улица Зелёная.
По автомобильной дороге расстояние до МКАД составляет около 166 км, до районного центра, города Шатуры, — 60 км, до ближайшего города Спас-Клепики Рязанской области — 20 км, до границы с Рязанской областью — 7 км. Ближайший населённый пункт деревня Филимакино непосредственно примыкает к селу с юго-восточной стороны.
Село находится в зоне умеренно континентального климата с относительно холодной зимой и умеренно тёплым, а иногда и жарким, летом. В окрестностях села распространены торфянисто- и торфяно-подзолистые почвы с преобладанием суглинков и глин.
В селе, как и на всей территории Московской области, действует московское время.

## История

### С XVII века до 1861 года

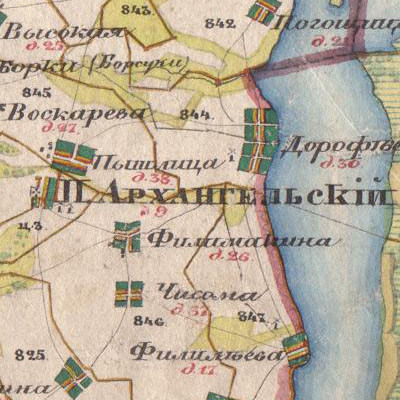
Село Архангельское на карте 1850 года

В XVII веке село Пышлицы упоминается как сельцо Костино Ялманской кромины волости Муромское сельцо Владимирского уезда Замосковного края Московского царства. Первым известным владельцем сельца был новгородец Иван Петрович Лизунов, представитель дворянского рода Лизуновых. В 1627 году губной староста Муромского сельца Лев Никифорович Матюшкин выменял Костино у Лизунова. Впоследствии род Матюшкиных владел селом на протяжении полутора столетий.
В писцовой книге Владимирского уезда 1637—1648 гг. Костино описывается как сельцо на суходоле с тремя дворами, один из которых был помещика, при деревне имелись пахотные земли среднего качества и сенокосные угодья: «…сельцо, что была деревня Костино на суходоле. А в нём двор его помещиков, да бобылей двор Гришка Дмитриев да Ивашко Бессонов сын, прозвище Маланьин. Двор Ивашко Дементьев. Пашни паханые и с отъезжею пашнею, что на Бабье Гришине, середние земли, двадцать одна четверть с осьминою, да перелогу две чети, да лесом поросло четыре чети в поле, а в дву по тому ж; сена около поль двадцать копен, да около Бабье Гришина, по болоту, на Чертеже, пятнадцать копен».
Лев Никифорович не оставил потомства, поэтому в 1659 году его поместье было отдано племяннику Власу Никитовичу Матюшкину. Его сын Афанасий Власович и внук Григорий Афанасьевич впоследствии значительно увеличили своё родовое имение.
В результате губернской реформы 1708 года деревня оказалась в составе Московской губернии. После образования в 1719 году провинций деревня вошла во Владимирскую провинцию, а с 1727 года — во вновь восстановленный Владимирский уезд.
В 1732 году в деревне Костино была построена церковь в честь Михаила Архангела, в связи с этим деревня стала селом. В 1778 году образовано Рязанское наместничество (с 1796 года — губерния). Впоследствии вплоть до начала XX века село входило в Егорьевский уезд Рязанской губернии.

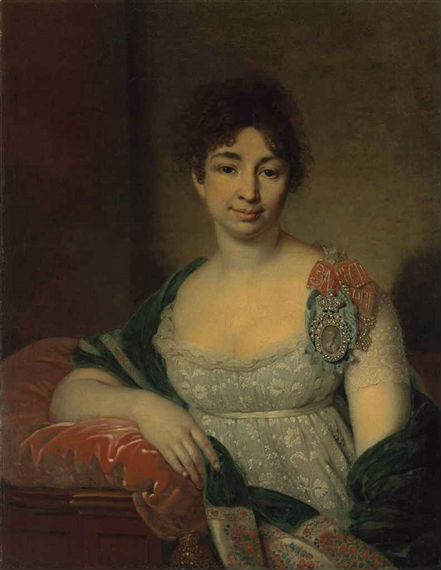
Екатерина Николаевна Лопухина

В «Экономических примечаниях к плану генерального межевания Рязанской губернии», работа над которыми проводилась в 1771—1781 гг., Костино впервые официально упоминается как село Архангельское. Владельцем села в данном документе указан Григорий Афанасьевич Матюшкин. В селе находились «две церкви безымянные: 1-я архистратига Михаила, 2-я трёх святителей — Василия Великого, Григория Богослова, Иоанна Златоустого. Дом господский, деревянный же, при нём два сада, из коих один регулярный, а другой плодовитый. Церковная земля на суходоле; земля иловатая, хлеб и покосы средственны; лес дровяной, крестьяне на оброке».
После смерти Матюшкина, всё его имение, насчитывавшее около 3 000 душ крепостных, перешло его другу графу П. И. Панину. Дочь Матюшкина была лишена наследства, поскольку вышла замуж за Николая Лаврентьевича Шетнева без согласия родителей. Однако граф Панин объявил себя опекуном внучки Матюшкина, Екатерины Николаевны Шетневой, и после того, как та в 1786 году вышла замуж за П. В. Лопухина, возвратил ей всё дедовское наследство.
Во второй половине XVIII века в селе была построена Никольская церковь с приделом Григория Богослова. К концу XVIII века Архангельская церковь пришла в ветхость, а Никольская пострадала от пожара в 1784 году. В связи с этим помещик Шетнев обратился к Владимирскому преосвященному Виктору с просьбой, вместо двух, построить одну деревянную церковь в честь Архангела Михаила с приделом в честь великомученицы Екатерины, на что в 1784 году было дано разрешение. В мае 1788 года уже новый владелец села, князь П. В. Лопухин, просит Рязанского преосвященного о разрешении перенести иконы из старых в новую церковь. Разрешение было дано, и 10 октября того же года церковь была освящена.
В 1804 году Екатерина Николаевна Лопухина отдала всё недвижимое имение, в том числе село Архангельское, в приданое своей дочери Александре, когда та вышла замуж за А. А. Жеребцова. В свою очередь, Александра Петровна Жеребцова отдала имение дочери Ольге, вышедшей замуж за князя А. Ф. Орлова.
По сведениям 1859 года Архангельское (Костино) — село духовного ведомства 1-го стана Егорьевского уезда по левую сторону Касимовского тракта, при колодцах; в селе имелась одна православная церковь. На момент отмены крепостного права владелицей села была графиня Ольга Александровна Орлова.

### 1861—1917

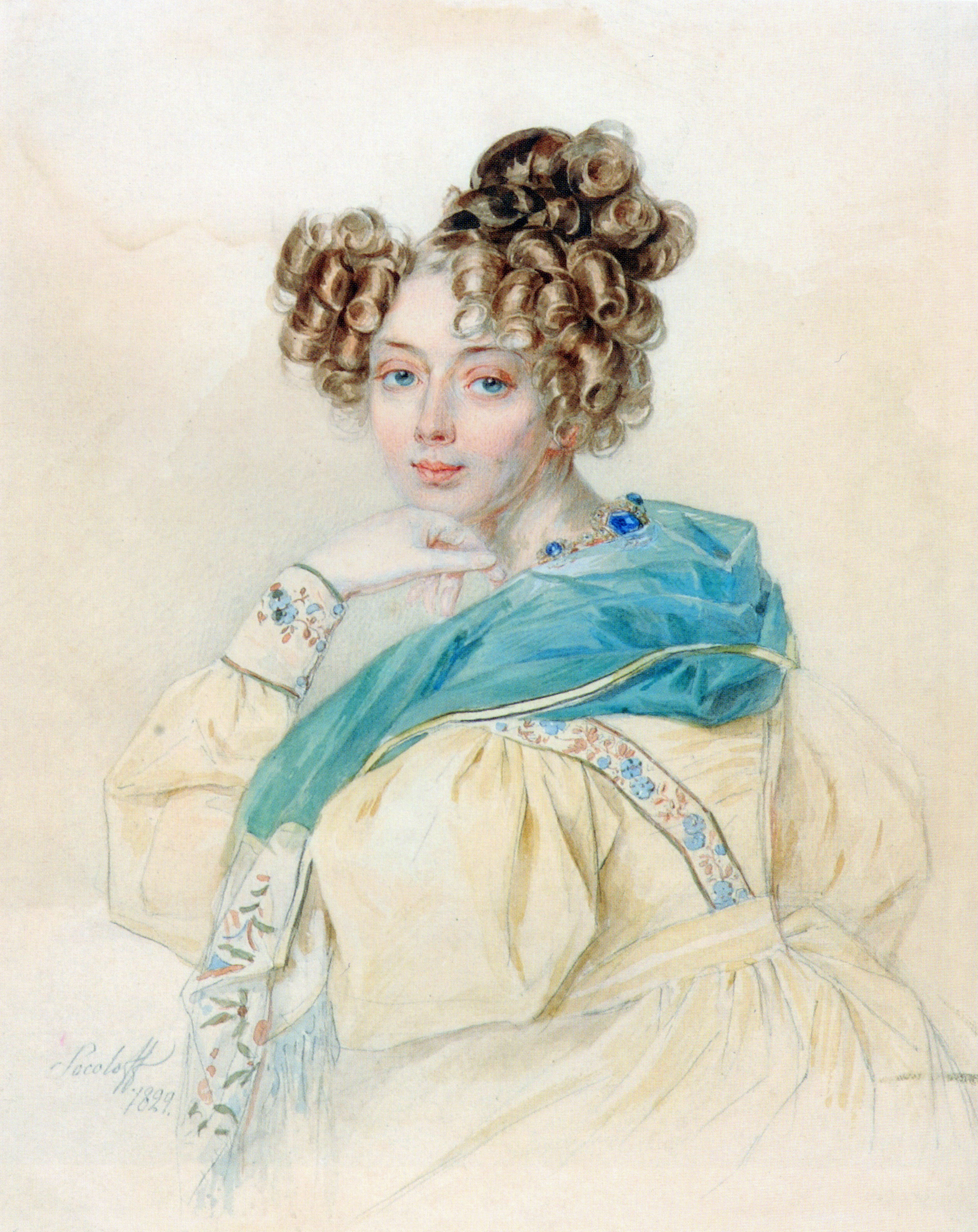
Ольга Александровна Орлова,
последняя владелица села

После реформы 1861 года из крестьян села было образовано одно сельское общество, которое вошло в состав Архангельской волости. Само село стало административным центром волости.
В 1863 году в селе открылось Архангельское земское училище. В 1862—1864 гг. в селе была построена Сретенская церковь с приделами Боголюбским и Богословским. Жители села участвовали в работе органов местного самоуправления, так в 1867 году гласным Рязанского губернского земского собрания был крестьянин села Архангельского Горшков И. М..
Согласно Памятной книжке Рязанской губернии на 1868 год в селе имелась деревянная православная церковь, волостное правление и училище.
В 1885 году был собран статистический материал об экономическом положении селений и общин Егорьевского уезда. В деревне было общинное землевладение. Земля была поделена по ревизским душам. Передела пашни со времени получения надела не было. Луга делились каждые 8—10 лет. В общине был как дровяной, так и строевой лес. Лес на дрова рубили, сколько кому нужно. Строевой лес находился в общем пользовании вместе с другими селениями, бывшими во владении графини Орловой. Надельная земля находилась в двух участках. Само село находилось с краю надельной земли. Дальние полосы отстояли от села на четверть версты. Пашня была разделена на 45 участков. Длина душевых полос от 10 до 40 сажень, а ширина от 2 до 3 аршин. Кроме надельной земли, у крестьян имелась также сверхнадельная земля, которая находилась в общем нераздельном пользовании всех деревень графини Орловой.
Почвы были супесчаные с примесью ила и глинистые, пашни — ровные. Покосы сухие и плохие. Прогоны были удобные. В селе было два пруда и у каждого двора колодцы с хорошей водой. Своего хлеба не хватало, поэтому его покупали в селе Спас-Клепиках и иногда в Дмитровском Погосте. Сажали рожь, овёс, гречиху и картофель. У крестьян было 12 лошадей, 24 коровы, 123 овцы, 20 свиней, а также 55 плодовых деревьев, пчёл не держали. Избы строили деревянные, крыли деревом и железом, топили по-белому.
В селе имелась школа при волостном правлении, из торговых и промышленных заведений — трактир, ренсковый погреб, мануфактурная лавка и мельница. Главным местным промыслом было вязание сетей для рыбной ловли, которым занимались преимущественно женщины. Многие мужчины были плотниками. Из 17 мужчин, уходивших на заработки, 16 были плотниками и 1 приказчик. На заработки уходили в Воронежскую и Московскую губернию.
По данным 1905 года в селе было две деревянные церкви, одна чайная и две торговые лавки. Кроме того, в селе находилось волостное правление, почтовое отделение, земская школа и земская больница с одним фельдшером и акушеркой. Ежегодно 8 ноября проводилась ярмарка. В 1912 году построено новое здание школы и больница, рассчитанная на 10 коек.

### 1917—1991
15 февраля 1918 года в селе Архангельском и деревне Пышлицы образован Пышлицкий сельсовет. Первым председателем Архангельского волисполкома стал С. Ф. Груздов из деревни Чисома. Архангельский волостной суд возглавил И. С. Гришкин из деревни Лека.

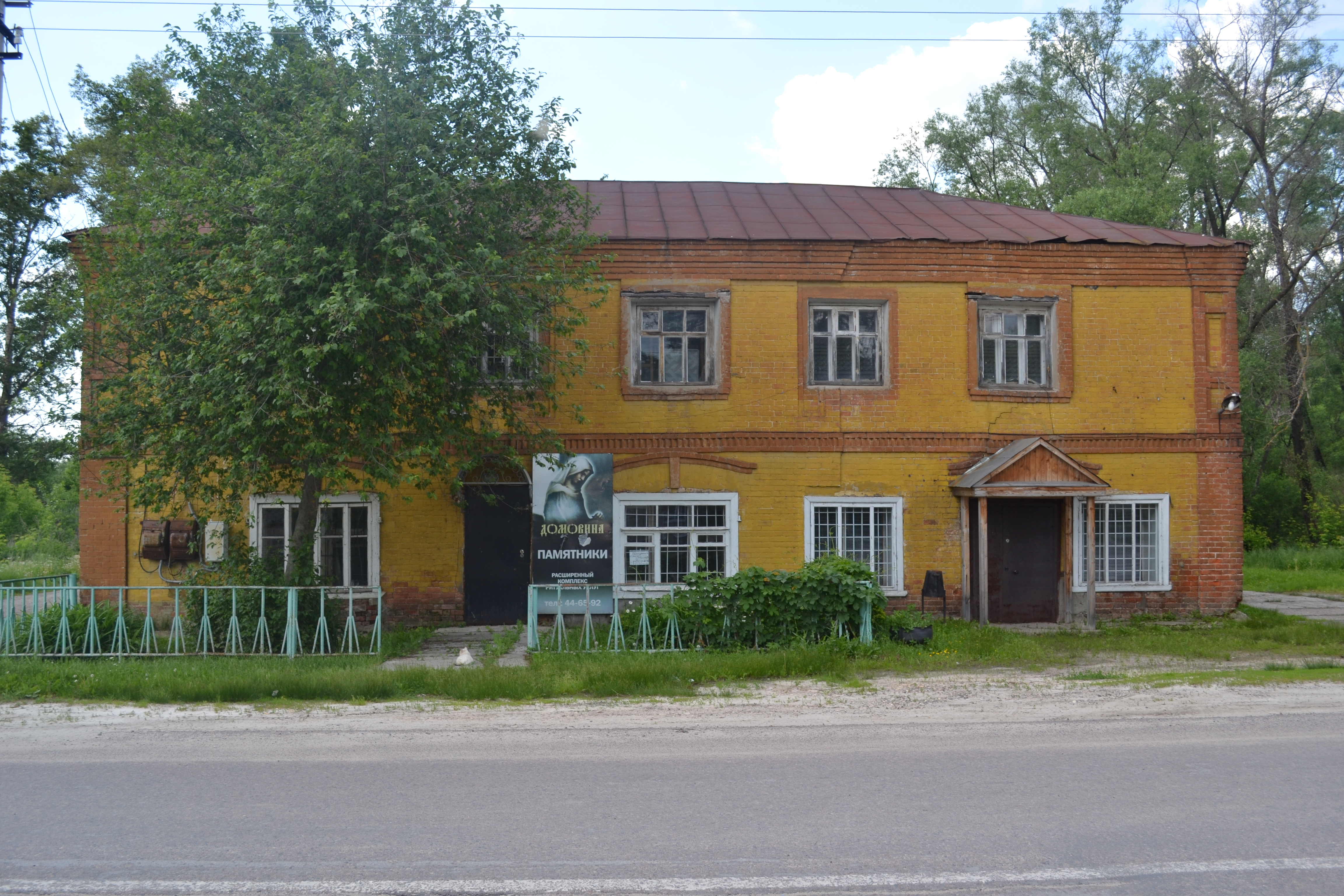
Бывшая пекарня купца Пучкова

В 1919 году село Архангельское в составе Архангельской волости было передано из Егорьевского уезда во вновь образованный Спас-Клепиковский район Рязанской губернии. В 1921 году Спас-Клепиковский район был преобразован в Спас-Клепиковский уезд, который в 1924 году был упразднён. После упразднения Спас-Клепиковского уезда деревня передана в Рязанский уезд Рязанской губернии. В 1925 году произошло укрупнение волостей, в результате которого деревня оказалась в укрупнённой Архангельской волости. В ходе реформы административно-территориального деления СССР в 1929 году деревня вошла в состав Дмитровского района Орехово-Зуевского округа Московской области. В 1930 году округа были упразднены, а Дмитровский район переименован в Коробовский.
В 1930 году был организован колхоз им. Сталина, объединивший крестьян села Архангельского и деревни Пышлицы. Известные председатели колхоза: Фадеев (1931 год), Губанов Ф. Д. (193—1934 гг.), Зернов В. И. (с апреля 1934 года), Макаров (с апреля 1936 года), Кочетков П. А. (1939 год), Орехов П. А. (1940 год), Зернов В. И. (с сентября 1940 года; 1942—1948 гг.), Блохин И. И. (1950 г.).
В 1937 году была закрыта Архангельская церковь. Последним священником в ней был отец Василий (Миротворцев). В настоящее время причислен к лику местночтимых святых. В конце 1930-х годов жертвами политических репрессий стали два жителя села: Карасев Николай Иванович и Миротворцев Василий Андреевич.
Указом Президиума Верховного Совета РСФСР от 7 июня 1939 года село Архангел переименовано в село Пышлицы.

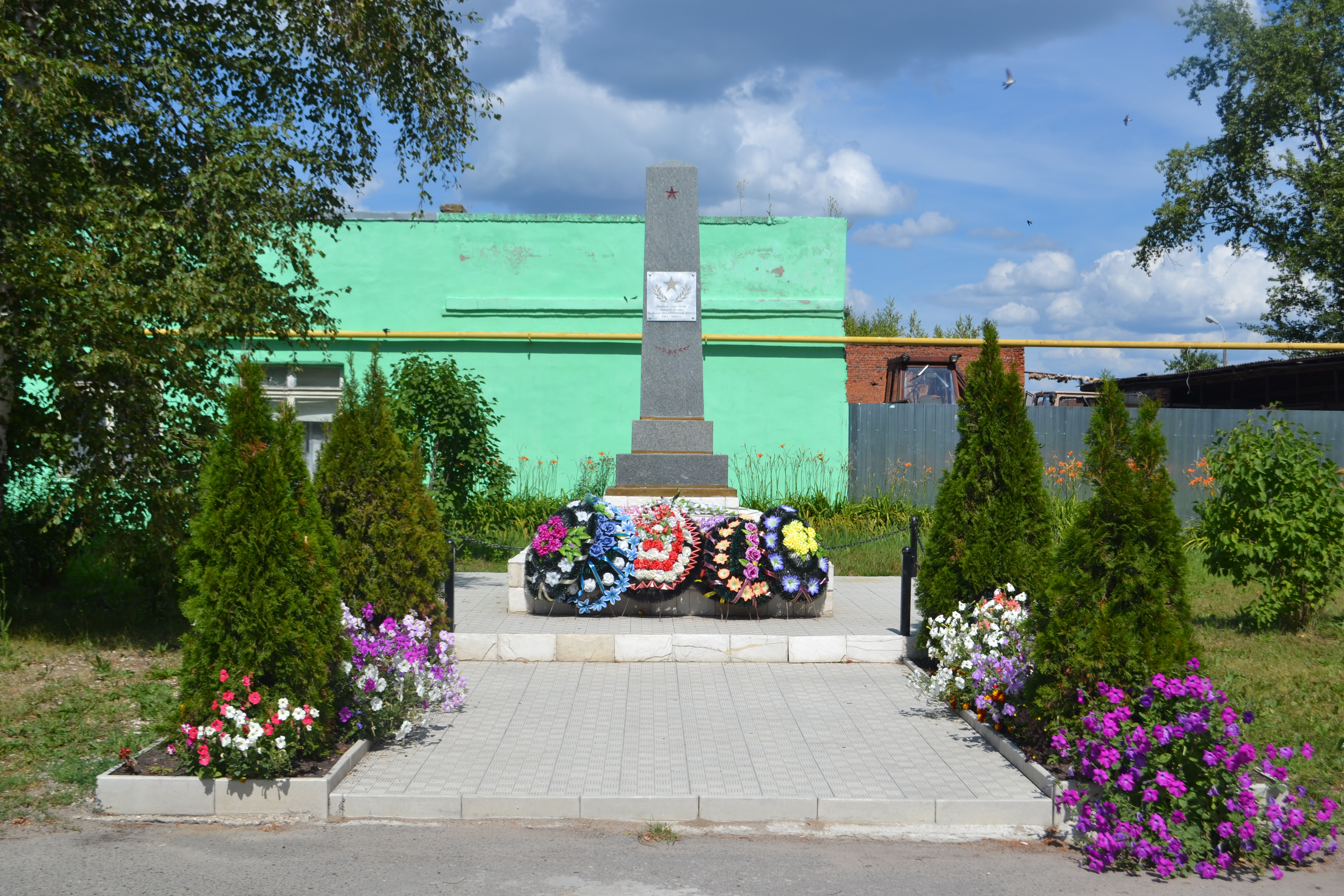
Памятник «Воинам-землякам, павшим в годы Великой Отечественной войны 1941—1945 гг.»

Во время Великой Отечественной войны в армию были призваны 69 жителей села (11 из бывшего села Архангельского и 58 из деревни Пышлицы). Из них 29 человек погибли и 11 пропали без вести. Трое уроженцев села были награждены боевыми орденами и медалями:
- Харитонов Пётр Васильевич (1923 г.р., село Архангельское) — призван в 1941 году, служил в 139 стрелковой дивизии, демобилизован по ранению в 1944 году в звании ефрейтора, был награждён орденом Отечественной войны II степени, медалями «За победу над Германией» и «За отвагу»;
- Харитонов Иван Григорьевич (1915 г.р., село Архангельское) — призван в 1941 году, служил в 56 стрелковой бригаде, 131 гаубичном артиллерийском полку, демобилизован в звании сержанта, был награждён двумя медалями «За отвагу», а также медалями «За победу над Германией», «За освобождение Праги» и «За победу над Японией»;
- Чушкин Николай Сергеевич (1924 г.р., деревня Пышлицы) — призван в октябре 1942 года, служил в 92 гвардейской стрелковой Криворожской дивизии, демобилизован в звании младшего лейтенанта, был награждён медалями «За отвагу» и «За победу над Германией»[45].

В 1951 году было произведено укрупнение колхозов, в результате которого в пышлицкий колхоз им. Сталина вошли ещё шесть деревень — Дорофеево, Ефремово, Казыкино, Филелеево, Филимакино и Чисома. Председателями укрупнённого колхоза были: Плотников, Багров В. А. (1952—1958 гг.). В 1958 году к колхозу им. Сталина был присоединён колхоз им. 8 Марта (деревни Евлево, Семёновская и Филисово), а правление перенесено в деревню Чисома.
В середине 50-х годов в село была проложена асфальтовая дорога, открылся автобусный маршрут Пышлицы — Коробово. В село провели электричество и радио.
3 июня 1959 года Коробовский район был упразднён, Пышлицкий сельсовет передан Шатурскому району.
В 1960 году образован совхоз «Пышлицкий», объединивший соседние колхозы «Путь к коммунизму», «им. Кирова», «путь Ильича», «им. Сталина», «им. Хрущёва» и «им. Карла Маркса», в селе Пышлицы находилась его центральная усадьба. В состав совхоза входило 7 отделений: Бородинское (до марта 1963 года), Галыгинское (до марта 1963 года), Центральное, Высокорёвское, Лекинское, Мавринское и Шеинское. Директорами совхоза были: Орехов П. А. (26.03.1960 — октябрь 1960 года), Рыбаков Г. Я. (октябрь 1960—1968 гг.), Болмазов В. С. (1968—1973 гг.), Михайлов А. С. (1973—1980 гг.), Никифоренко В. П. (1980—1988 гг.), Коноплянников К. К. (1988—1994 гг.), Иващенко В. Н. (1994—1999 гг.), Фокин С. П. (1999—2002 гг.) и Алюшин С. П. (2002—2007 гг.).
Став центром всей округи село пережило бурный рост: открылись новый Дом культуры, баня, мастерские, построены 5-этажные дома, образована Зелёная улица. С 1962 года в Пышлицах функционирует детский сад.
С конца 1962 года по начало 1965 года Пышлицы входили в Егорьевский укрупнённый сельский район, созданный в ходе неудавшейся реформы административно-территориального деления, после чего село в составе Пышлицкого сельсовета вновь передана в Шатурский район.

### С 1991 года

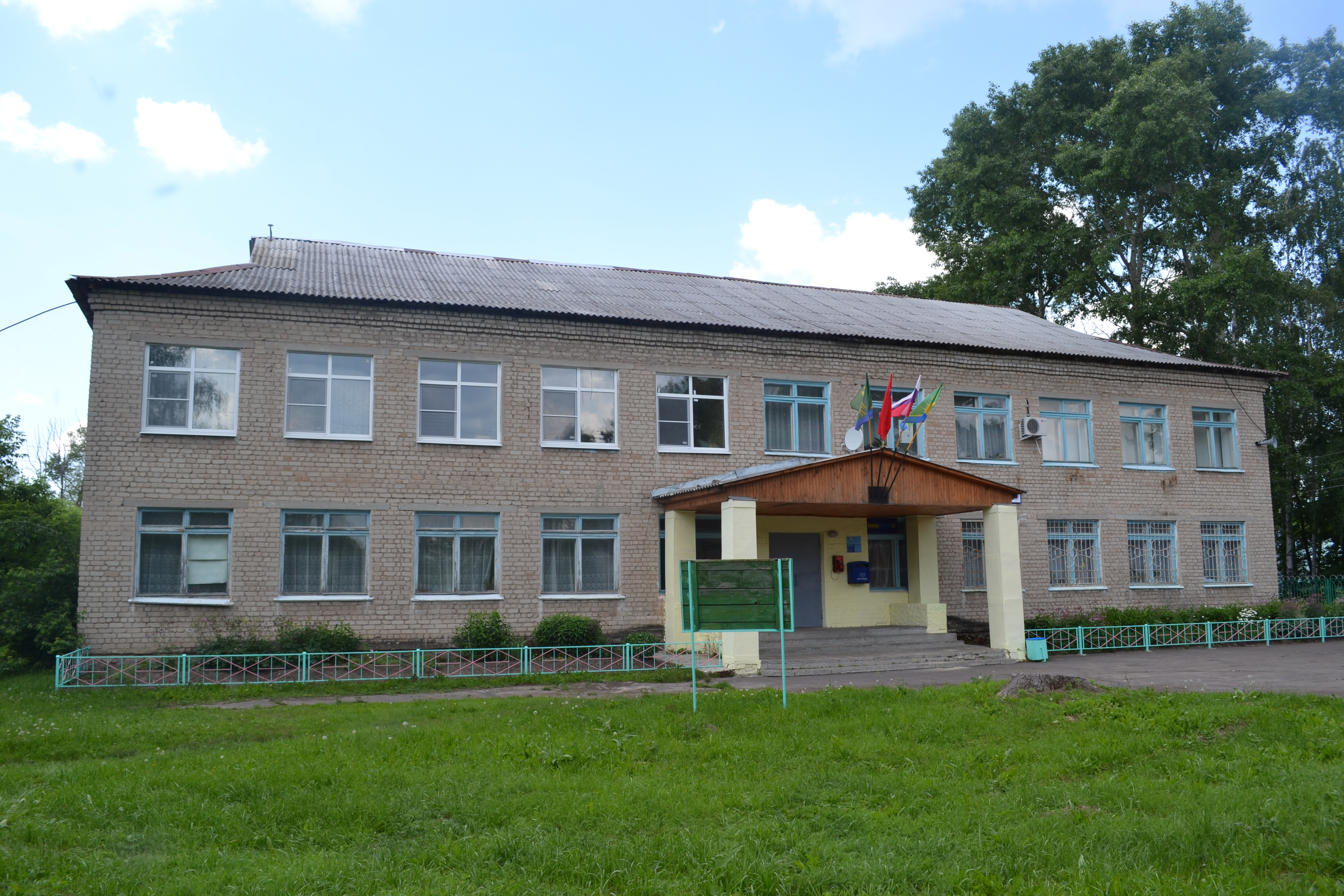
Администрация сельского поселения в селе Пышлицы

В 1994 году в соответствии с новым положением о местном самоуправлении в Московской области Пышлицкий сельсовет был преобразован в Пышлицкий сельский округ.
В начале 2000-х гг. начался процесс возрождения богослужений в селе и воссоздания Архангельской церкви. 22 сентября 2000 года был зарегистрирован приход Архангельской церкви села Пышлицы. В качестве помещения для церкви был выбран бывший дом купца С. А. Колосова. В 2001 году в отремонтированном молитвенном доме отслужили первую Божественную литургию. Весной 2004 года над храмом поставлен купол с крестом.
В 2005 году в результате очередной муниципальной реформы образовано Пышлицкое сельское поселение, центром которого стало село Пышлицы.
Кризис 1990-х годов сильно ударил по сельскому хозяйству. Как и большинство совхозов Шатурского района, в 2007 году ликвидирован АПК «Пышлицкий» (бывший совхоз «Пышлицкий»).

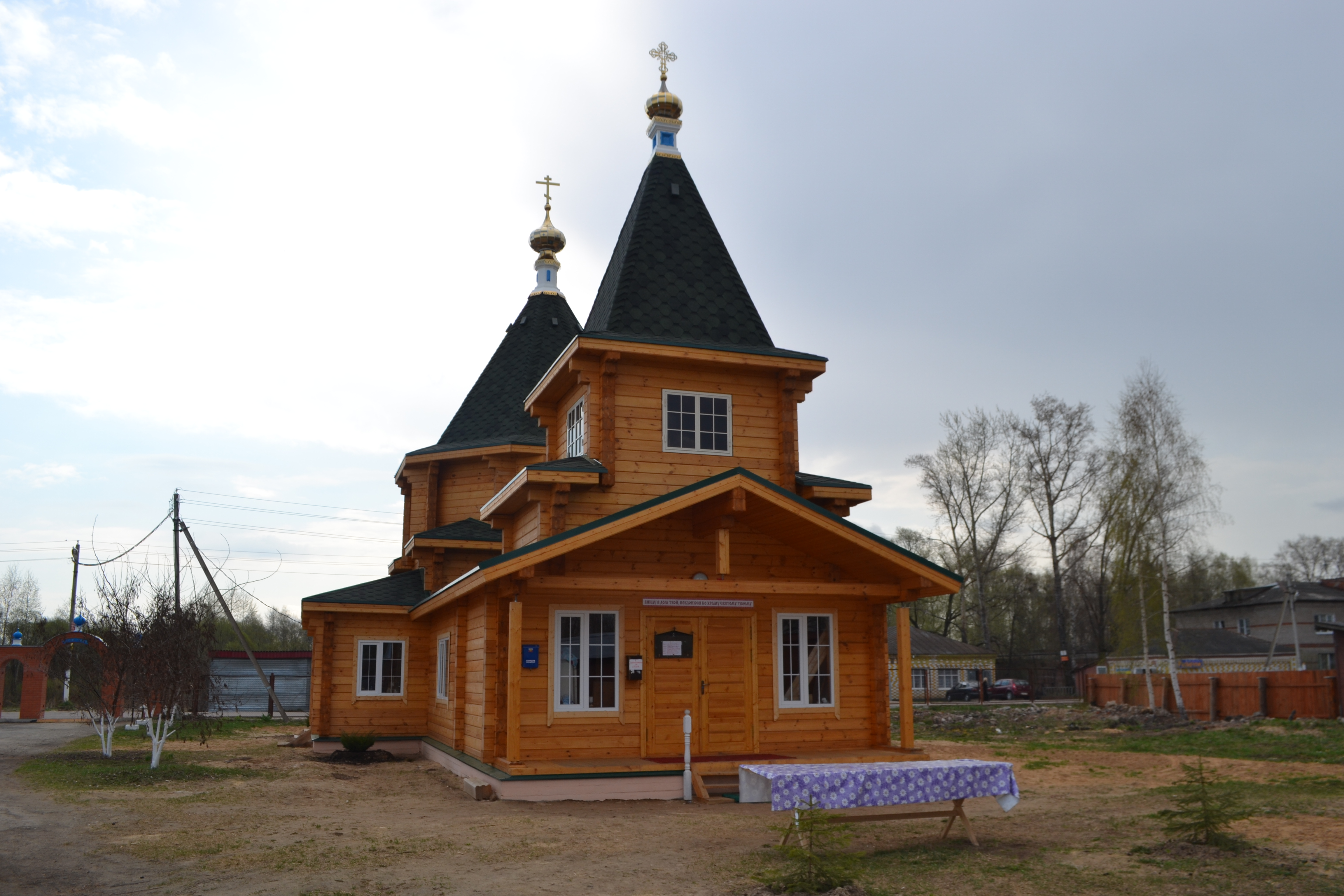
Архангельская церковь (новая)

3 октября 2012 года возле здания школы состоялось открытие памятника Героям Советского Союза Кочеткову Н. П., Никишину М. Д. и Савушкину А. П.
1 марта 2013 года церковь сгорела. Во второй половине 2013 года началось строительство нового храма, и 15 февраля 2014 года состоялась первая Божественная литургия в новопостроенной Архангельской церкви.

## Население
| 1812 | 1858 | 1859 | 1868 | 1885 | 1905 | 1912 | 1926 | 1970 | 1993  | 2002  | 2006  | 2010  |
| ---- | ---- | ---- | ---- | ---- | ---- | ---- | ---- | ---- | ----- | ----- | ----- | ----- |
| 44   | ↗53  | ↗75  | ↘74  | ↗133 | ↘88  | ↗97  | ↗156 | ↗359 | ↗1458 | ↗1613 | ↗1773 | ↘1657 |

Первые сведения о жителях села встречаются в писцовой книге Владимирского уезда 1637—1648 гг., в которой учитывалось только податное мужское население (крестьяне и бобыли). В деревне Костино было три двора: один помещичий двор и два бобыльских двора, в которых проживало 3 мужчины.
В переписях за 1812, 1858 (X ревизия), 1859, 1868 и 1912 годы учитывались только крестьяне. Число дворов и жителей: в 1812 — 44 чел.; в 1850 году — 9 дворов; в 1858 году — 31 муж., 22 жен.; в 1859 году — 14 дворов, 40 муж., 35 жен.; в 1868 году — 14 дворов, 39 муж., 35 жен.; в 1912 году — 19 дворов, 45 муж., 52 жен.
В 1885 году был сделан более широкий статистический обзор. В селе проживало 93 крестьянина (15 дворов, 38 муж., 55 жен.), из 16 домохозяев один не имел своего двора. Кроме того, в селе проживало 40 человек, не приписанных к крестьянскому обществу (7 дворов, 17 мужчин и 23 женщины), из 8 домохозяев один не имел своего двора. Из указанных 8 семей было 5 семей священно- и церковно-служителей села, 1 семья купцов и 2 семьи Московских и Рязанских мещан. На 1885 год грамотность среди крестьян села составляла 22,5 % (21 человек из 93).
В 1905 году в селе проживало 88 человек (13 дворов, 41 муж., 47 жен.), а в усадьбе церковного причта села 38 человек (5 дворов, 14 муж., 24 жен.). Со второй половины XX века численность жителей села резко увеличивается: в 1970 году — 102 двора, 359 чел.; в 1993 году — 55 дворов, 1458 чел.; в 2002 году — 1613 чел. (742 муж., 871 жен.).
По результатам переписи населения 2010 года в деревне проживало 1657 человек (731 муж., 926 жен.), из которых трудоспособного возраста — 1098 человек, старше трудоспособного — 323 человека, моложе трудоспособного — 236 человек. Жители села по национальности в основном русские (по переписи 2002 года — 87 %), но проживают также татары, украинцы, белорусы и армяне.
Село входило в область распространения Лекинского говора, описанного академиком А. А. Шахматовым в 1914 году.

## Пышлицкая школа

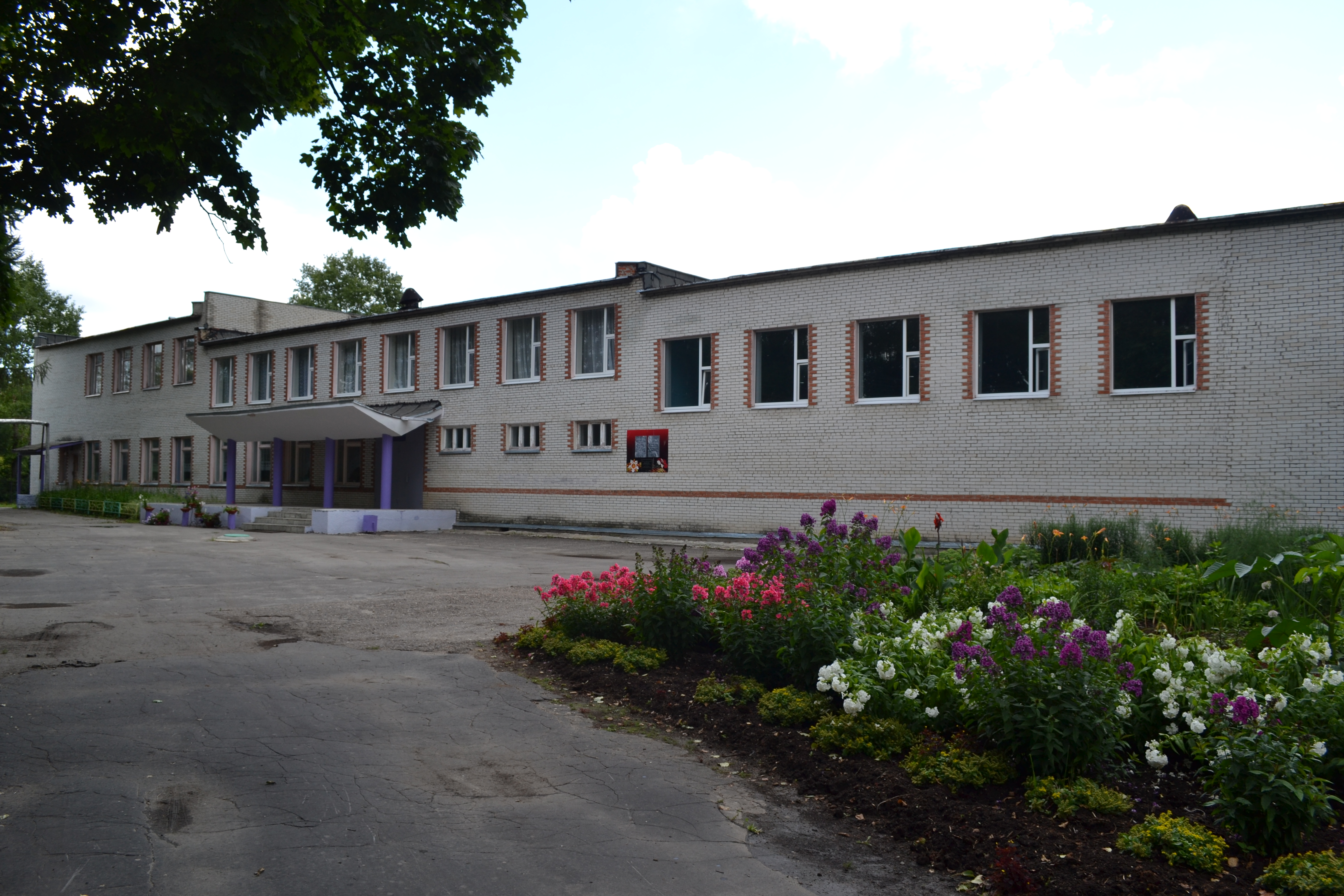
Пышлицкая средняя школа

С 1852 по 1880 годы церковнослужитель Федор Иванович Волынский проводил занятия на дому. В 1863 году в селе открылась первая школа — Архангельское земское училище. Одноэтажное деревянное здание было отстроено на средства крестьян. В школе был введён трёхлетний курс обучения, дети, разделённые на три отделения, одновременно занимались в одной классной комнате с единственным учителем. В 1886 году в Архангельском училище обучалось 62 ученика (59 мальчиков и 3 девочки) из 9 близлежащих селений (кроме села, также из деревень Дёмино, Горелово, Высокорёво, Воропино, Пышлицы, Дорофеево, Филимакино и Семёновской), при этом из самого села было всего 7 учеников. В школе обучались дети из различных сословий — 56 крестьянских детей, 2 купеческих и 4 из духовного сословия. Обучение производилось с 20 сентября по 31 мая. Библиотека в школе отсутствовала. С 1885 года учительницей в школе была Е. И. Суханова. Попечителем школы значился крестьянин А. М. Инин.

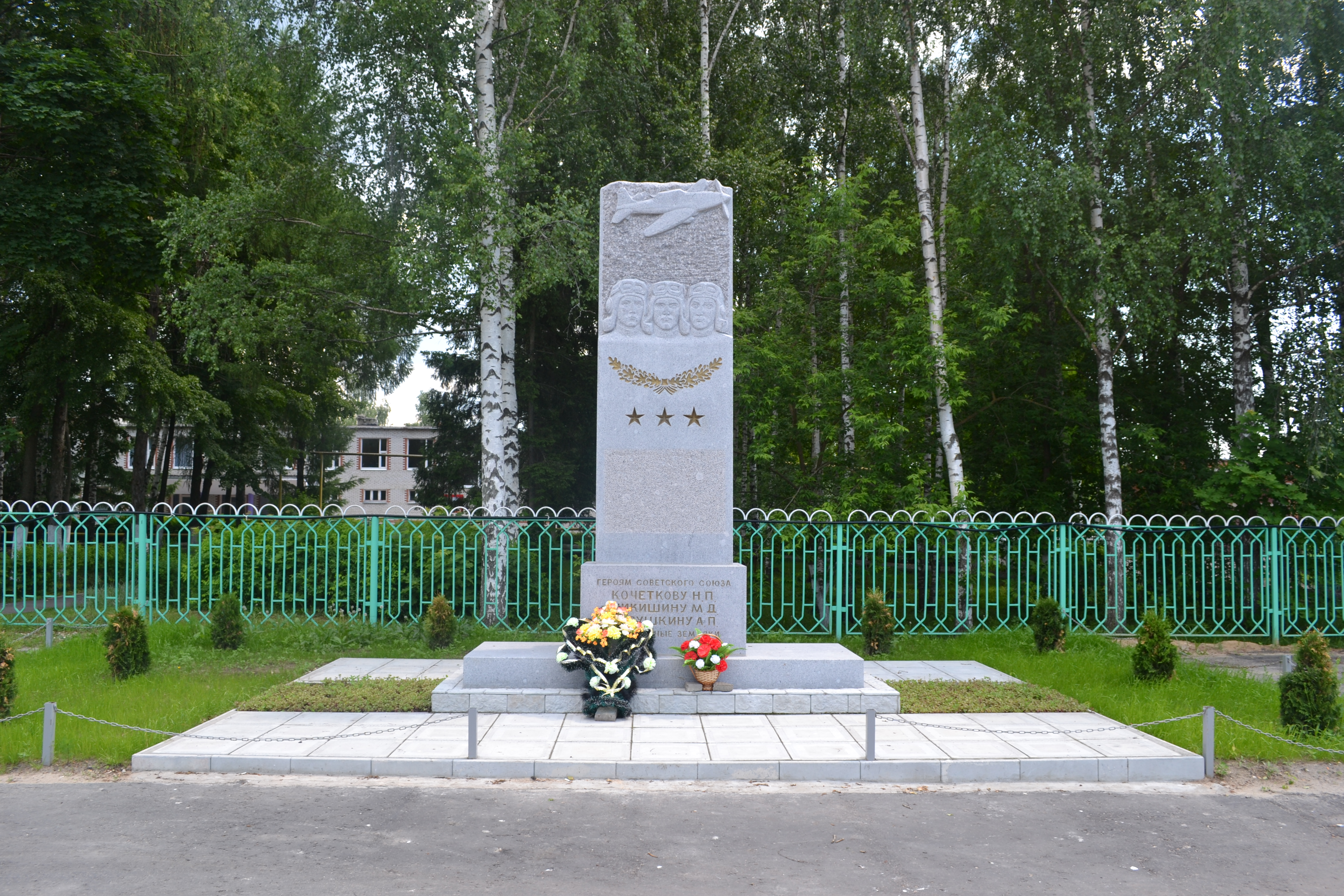
Памятник Героям Советского Союза Кочеткову Н. П., Никишину М. Д., Савушкину А. П.

В 1912 году было отстроено новое здание школы, в ней был введён четырёхлетний учебный курс. В школе было 4 классных комнаты, кроме того, она занимала также одну классную комнату в старой школе и одну в помещении чайной Шмелёва. В 1931 году открылась семилетняя школа крестьянской молодёжи, 5—7 классы временно занимали помещение в бывшем доме купца Шмелева вплоть до постройки нового здания в 1937 году. Среднее образование учащиеся получали в Спас-Клепиковской и Коробовской школах.
В 1951 году семилетняя школа преобразована в 10-летнюю. В 1967 отстроено современное здание школы. С 1977 года в школе действует школьный краеведческий музей. В 1982 году в селе была открыта музыкальная школа.
20 августа 2009 года Пышлицкой средней школе присвоено имя Героя Советского Союза Н. П. Кочеткова. В 2010—2011 учебном году в школе работало 28 педагогов, обучалось 175 учащихся. Кроме детей из Пышлиц, школу посещают школьники из десяти близлежащих населённых пунктов, но основной контингент учащихся — из самого села и посёлка санатория «Озеро Белое». Всего за школой закреплены 33 населённых пункта сельского поселения Пышлицкое.
Пышлицкую школу окончили три будущих Героя Советского Союза А. П. Савушкин, М. Д. Никишин и Н. П. Кочетков, а также будущий епископ Русской православной церкви, митрополит Самарский и Сызранский Сергий (Полеткин).

## Социальная инфраструктура
В селе имеются несколько магазинов, в том числе розничный магазин сети Дикси, дом культуры, библиотека (создана в 1937 году) и операционная касса отделения «Сбербанка России». Медицинское обслуживание жителей села обеспечивают Пышлицкая амбулатория, Коробовская участковая больница и Шатурская центральная районная больница. Ближайшее отделение скорой медицинской помощи расположено в Дмитровском Погосте. В селе функционирует средняя общеобразовательная школа, детская музыкальная школа и детский сад № 33. Село электрифицировано и газифицировано, имеется центральное водоснабжение.
В селе имеется футбольная команда «Факел».
Пожарную безопасность в селе обеспечивают пожарные части № 275 (пожарные посты в селе Дмитровский Погост и деревне Евлево) и № 295 (пожарные посты в посёлке санатория «Озеро Белое» и селе Пышлицы).
Для захоронения умерших жители Пышлиц, как правило, используют кладбище, расположенное около села.

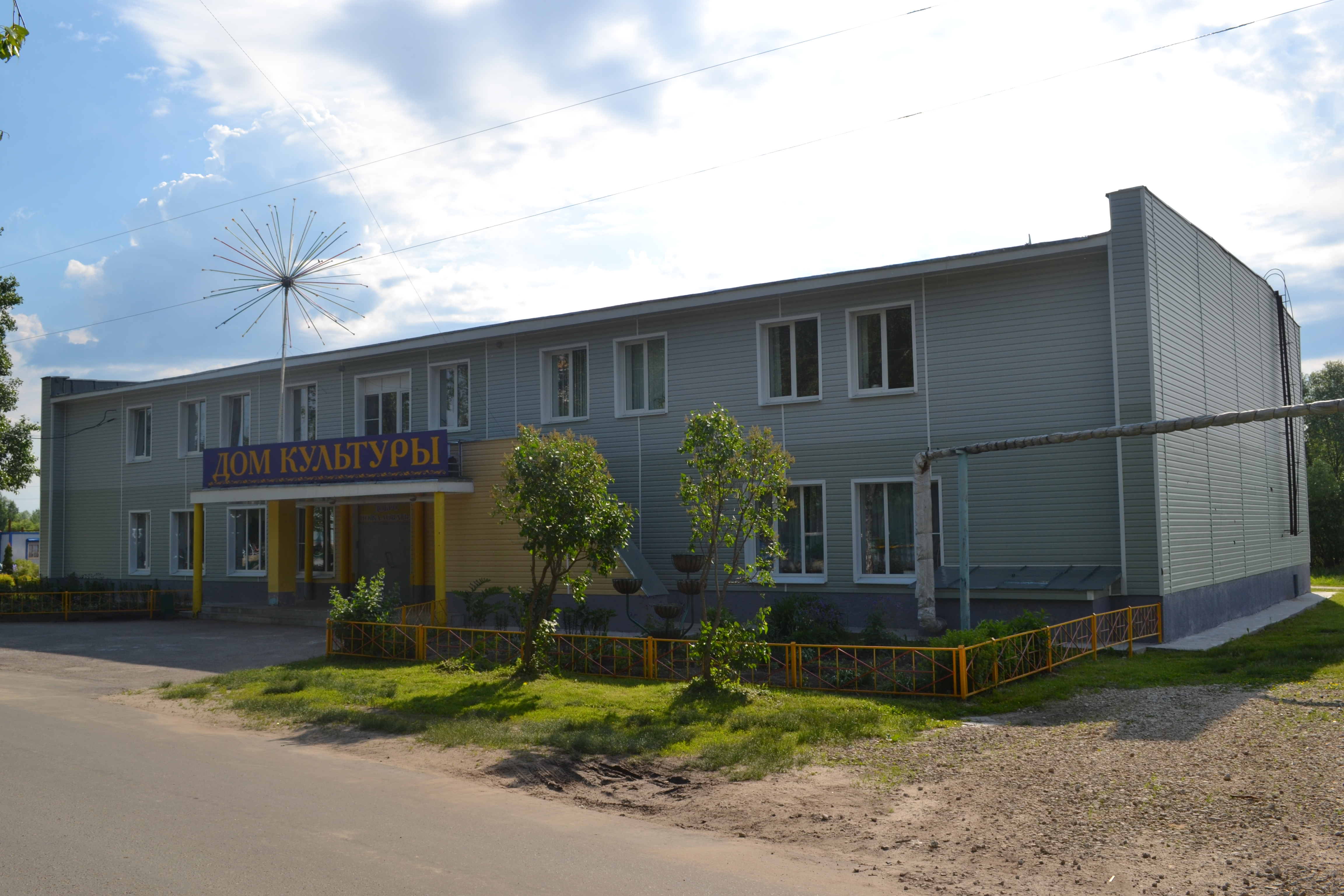
Дом культуры
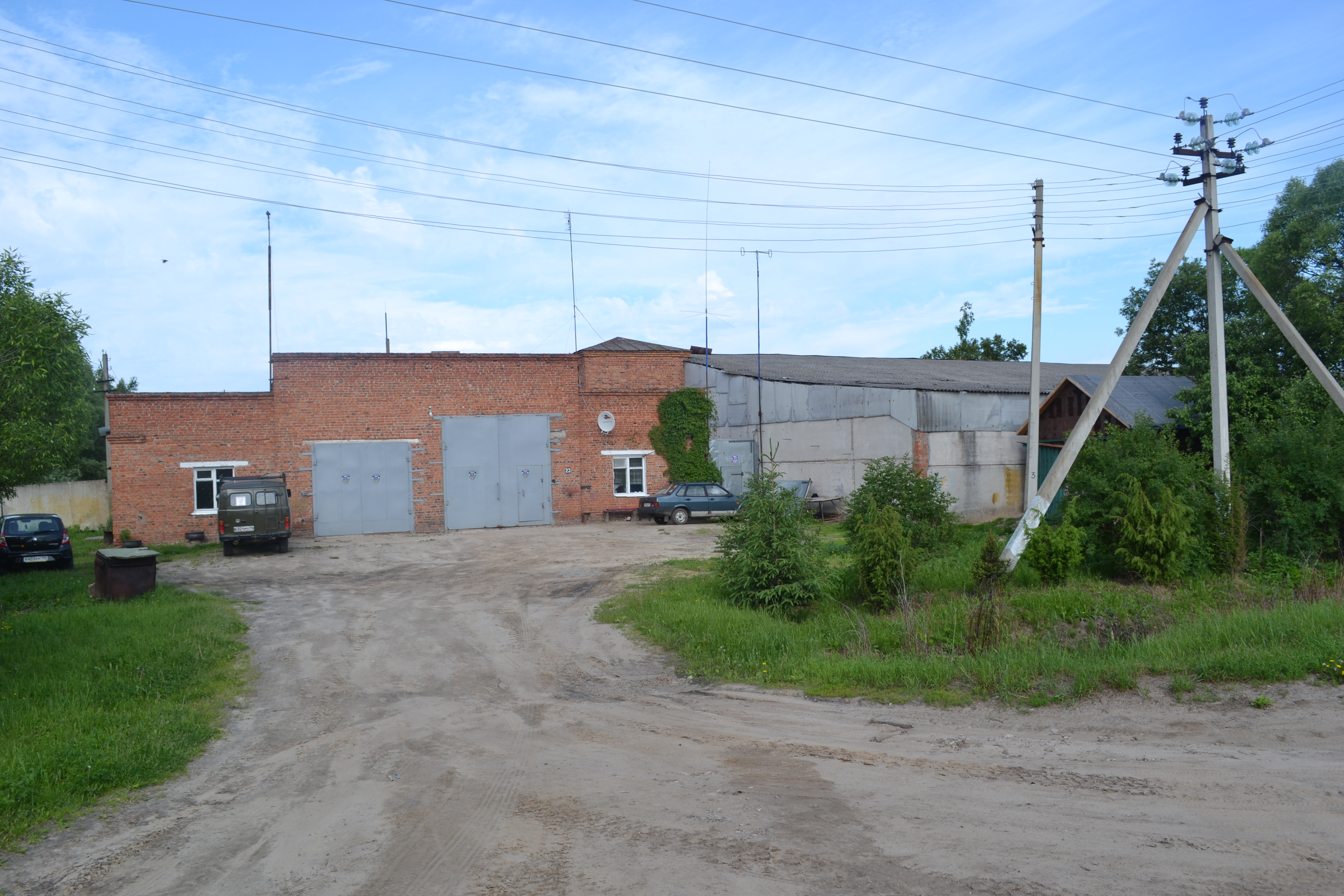
Пожарная часть
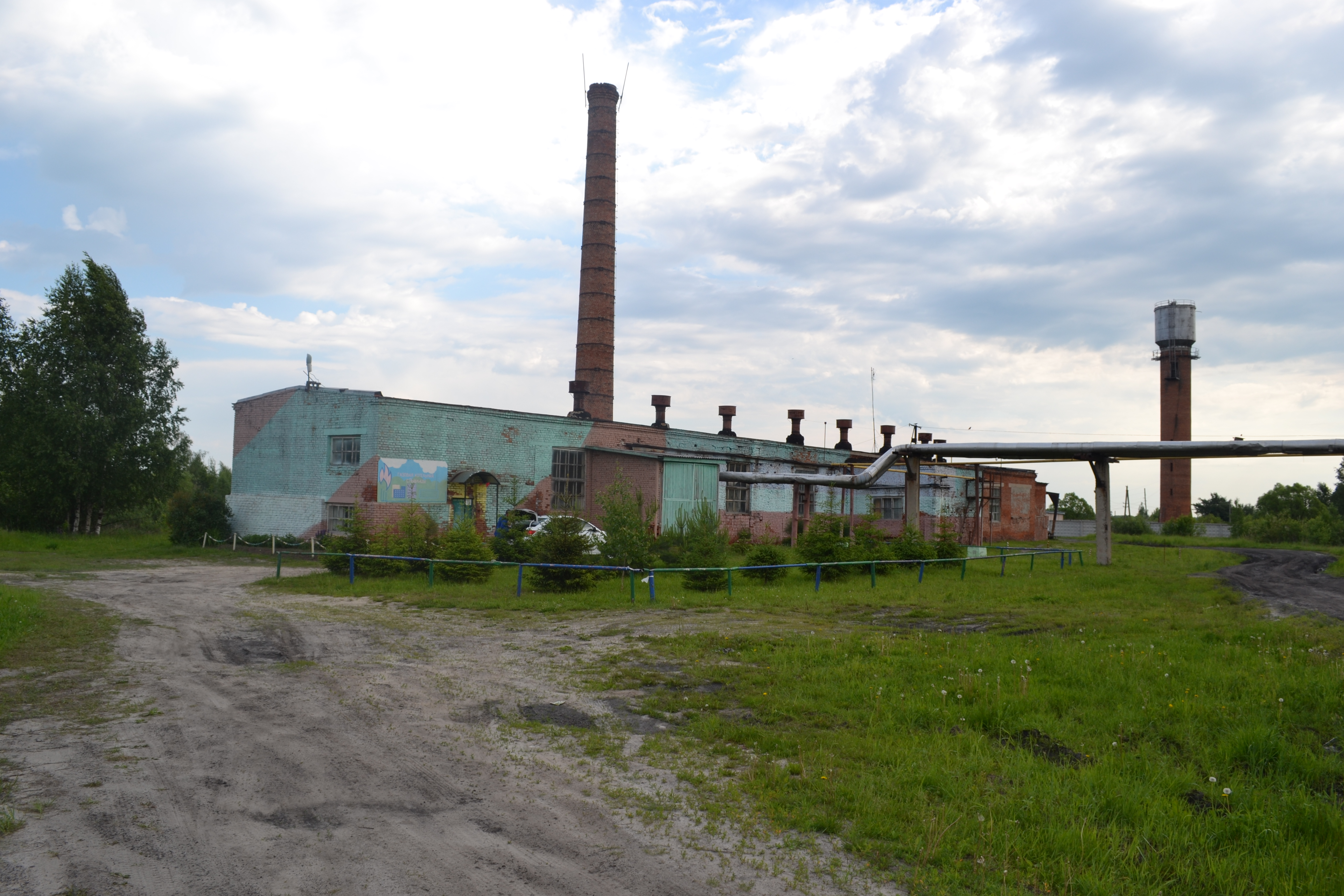
Котельная

## Транспорт и связь
Через село проходит асфальтированная автомобильная дорога общего пользования Дубасово-Пятница-Пестовская, на которой имеется остановочный пункт маршрутных автобусов «Пышлицы». Село связано автобусным сообщением с районным центром — городом Шатурой и станцией Кривандино (маршруты № 27, № 130 и № 579), селом Дмитровский Погост и деревней Гришакино (маршрут № 40), а также с городом Москвой (маршрут № 327, «Перхурово — Москва (м. Выхино)»). Ближайшая железнодорожная станция Кривандино Казанского направления находится в 51 км по автомобильной дороге.
В селе доступна сотовая связь (2G и 3G), обеспечиваемая операторами «Билайн», «МегаФон» и «МТС». В селе работает отделение почтовой связи ФГУП «Почта России», обслуживающее жителей населённых пунктов Пышлицкого сельского поселения.

## Селище Пышлицы (Каменная Гора)
В 1939—1940 годах Л. И. Пимакин производил археологические раскопки в окрестностях Пышлиц. Недалеко от села на западном берегу озера Дубовое было обнаружено селище Каменная Гора, XI—XIII веков. В ходе раскопок найдена древнерусская гончарная керамика с линейным и волнистым орнаментом.